# Botanic Gardens
Botanic Gardens – węzłowa stacja podziemna Mass Rapid Transit (MRT) na Circle Line i Downtown Line w Singapurze. Znajduje się tuż obok Ogrodu botanicznego.